# Morroa (ort)
Morroa är en ort i Colombia.   Den ligger i departementet Sucre, i den norra delen av landet, 500 km norr om huvudstaden Bogotá. Morroa ligger 167 meter över havet och antalet invånare är 4 949.
Terrängen runt Morroa är platt. Runt Morroa är det ganska tätbefolkat, med 60 invånare per kvadratkilometer. Närmaste större samhälle är Sincelejo, 10,6 km väster om Morroa. Omgivningarna runt Morroa är huvudsakligen savann.